# Mary Dyer
 (mars 2021).
Si vous disposez d'ouvrages ou d'articles de référence ou si vous connaissez des sites web de qualité traitant du thème abordé ici, merci de compléter l'article en donnant les références utiles à sa vérifiabilité et en les liant à la section « Notes et références ».
Pour les articles homonymes, voir Dyer.
Mary Barrett Dyer (née Marie Barrett) (1611? - 1er juin 1660) est une puritaine anglaise et une coloniale américaine devenue quaker qui fut pendue à Boston, dans la colonie de la baie du Massachusetts, pour avoir bravé à plusieurs reprises une loi puritaine qui bannissait les quakers de la colonie. Elle fait partie des quatre quakers exécutés et connus sous le nom de martyrs de Boston.

## Biographie
De lieu de naissance inconnu, Mary Barrett épousa William Dyer, un chapelier, à Londres en 1633. Mary et William étaient des puritains, qui cherchaient à réformer de l’intérieur l’Église anglicane. La Réforme anglaise sous le règne de Charles Ier les incita à émigrer en Nouvelle-Angleterre. Ils rejoignirent l’Église de Boston en décembre 1635. Comme la plupart des membres de cette Église, ils participèrent à la controverse antinomienne, une crise théologique qui dura de 1636 à 1638. Mary et William étaient d'ardents défenseurs d’Anne Hutchinson et de John Wheelwright et, pour cette raison, William fut privé de ses droits, dont celui de porter les armes, pour avoir soutenu des « hérétiques » et avoir lui-même nourri des opinions hérétiques. Par la suite, ils quittèrent le Massachusetts pour établir une nouvelle colonie sur l’ile d’Aquidneck (la future Rhode Island) dans la baie de Narraganset.
Avant de quitter Boston, Mary avait donné naissance à un enfant mort-né et présentant de graves malformations. En raison des implications théologiques d’une telle naissance, le bébé fut enterré secrètement. Lorsque les autorités du Massachusetts apprirent cette naissance, ce malheur devint public, et dans l’esprit des pasteurs et des magistrats de la colonie, une telle naissance monstrueuse ne pouvait être que la conséquence des opinions religieuses « monstrueuses » de la mère. Plus d’une décennie plus tard, à la fin de 1651, Mary Dyer s’embarqua pour l’Angleterre et y resta pendant plus de cinq ans, devenant une fervente adepte du quakerisme, doctrine religieuse établie par George Fox plusieurs années auparavant. Du fait que les quakers étaient considérés par les puritains comme faisant partie des pires hérétiques, le Massachusetts promulgua contre eux plusieurs lois et, lorsque Mary Dyer revint d’Angleterre à Boston, elle fut immédiatement jetée en prison puis bannie. Comme elle avait bravé cette décision de bannissement, elle fut à nouveau bannie, cette fois avec menace de mort si elle récidivait. Décidée à mourir en martyre si les lois contre les quakers n’étaient pas abrogées, elle revint encore une fois à Boston et fut envoyée à la potence en 1659, la corde autour du cou avant qu’on lui annonçât qu’elle était graciée. N’acceptant pas cette grâce, elle revint encore à Boston l’année suivante et fut pendue, devenant ainsi la troisième des quatre martyrs quakers. Elle est considérée comme la seule femme exécutée pour avoir soutenu la liberté de religion sur le territoire des futurs États-Unis.

## Hommage
- 2000 : cérémonie d'admission au National Women's Hall of Fame[3].